# Cabeço de Vide
Cabeço de Vide é uma povoação portuguesa sede da Freguesia de Cabeço de Vide do Município de Fronteira, freguesia com 65,81 km² de área e 928 habitantes (censo de 2021), tendo, por isso, uma densidade populacional de 14,1 hab./km².
Foi vila e sede de concelho entre 1512 e 1855. Este era constituído apenas pela freguesia da sede e em 1801 tinha 1 108 habitantes. Após as primeiras reformas administrativas do liberalismo, anexou o concelho de Alter Pedroso. Em 1849 tinha 1 362 habitantes. Quando perdeu a categoria de concelho, foi anexada ao concelho (atual município) de Alter do Chão, tendo, em 21 de Dezembro de 1932, passado a fazer parte do concelho (atual município) de Fronteira.

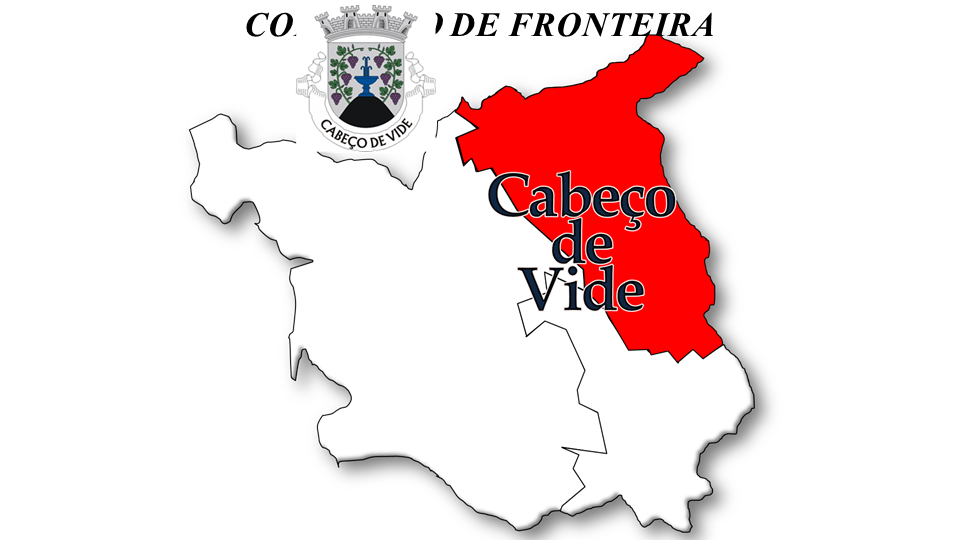
Localização da freguesia no Município de Fronteira

## Demografia
Nota: Nos censos de 1864 a 1930 pertenceu ao concelho de Alter do Chão. Passou para o atual concelho (município na designação atual) pelo decreto nº 22.009 de 21/12/1932.
A população registada nos censos foi:
| Distribuição da População por Grupos Etários | Distribuição da População por Grupos Etários | Distribuição da População por Grupos Etários | Distribuição da População por Grupos Etários | Distribuição da População por Grupos Etários |
| -------------------------------------------- | -------------------------------------------- | -------------------------------------------- | -------------------------------------------- | -------------------------------------------- |
| Ano                                          | 0-14 Anos                                    | 15-24 Anos                                   | 25-64 Anos                                   | > 65 Anos                                    |
| 2001                                         | 144                                          | 137                                          | 497                                          | 355                                          |
| 2011                                         | 161                                          | 93                                           | 511                                          | 298                                          |
| 2021                                         | 104                                          | 85                                           | 411                                          | 328                                          |

## Património
- Castelo de Cabeço de Vide
- Cruzeiro de Cabeço de Vide
- Pelourinho de Cabeço de Vide
- Solar Simas Cardoso ou Palácio dos Frade de Almeida ou Palácio dos Caldeira de Castel-Branco Séc. XVIII
- Retábulos da Igreja Paroquial de Cabeço de Vide

## Ciência
O cientista da NASA Steve Vance esteve em Cabeço de Vide para validar um método de análise geológica que se iria usar nas sondas enviadas a Marte. Erradamente anunciado em diversos órgãos de comunicação social como o local onde poderia ter começado a vida, as águas termais foram escolhidas para o estudo por possivelmente serem equivalentes às encontradas no planeta Terra quando se terão gerado os primeiros organismos vivos.